# Velòdrom Andreu Oliver
El Velòdrom Andreu Oliver, també conegut com a Velòdrom d'Algaida, és una instal·lació dedicada al ciclisme en pista a l'aire lliure d'Algaida (Mallorca, Illes Balears, Espanya). Va estar activa entre 1975 i 1995 i va ser la pista més important de l'illa. És manté sencer, però és abandonat.

## Història
El recinte esportiu va ser inaugurat el 25 de juliol de 1975. Va ser impulsat pel mecenes del ciclisme mallorquí Andreu Oliver Amengual, Castellitxo, qui va adquirir els terrenys i va finançar la construcció. Des de llavors va ser seu de tota mena de proves per a ciclistes professionals, amateurs i ciclisme de base.
A causa de l'irreversible descens de l'afició per aquest esport la pista va cessar l'activitat a la darreria dels anys 80. Va tornar breument el 1995, però aquell mateix any va tancar definitivament les portes. Des de llavors ha romàs inactiu i en un estat de degradació progressiva.
Hi ha un altre velòdrom en el veí municipi de Campos, el qual va dur temporalment un nom idèntic. Per distingir-los se sol utilitzar el nom de les poblacions respectives.
El 2024, el partit Més per Mallorca ha reclamation la protecció i la recuperació d'aquestes instal·lacions. La proposta va ser aprovada per unanimitat pel consell de Mallorca.

## Esdeveniments
Competicions estatals
Des que fou inaugurat el velòdrom va assolir un paper destacat a nivell estatal, especialment amb les proves de mig fons rere moto que va acollir durant varios anys consecutius fins mitjans dels anys 80. En bona part va heretar el llegat que havia mantingut el Velòdrom de Tirador de Palma fins a la seva clausura, el 1973.
- Campionat d'Espanya de velocitat: 1976 i 1979.
- Campionat d'Espanya de mig fons rere moto stayer: 1975, 1976, 1977, 1978, 1979, 1980, 1981 i 1984.
- Campionat d'Espanya de mig fons rere moto comercial: 1976, 1977, 1978, 1979, 1980, 1981 i 1984.
- Campionat d'Espanya de persecució individual: 1976 i 1979.
- Campionat d'Espanya de fons: 1976 i 1979.
- Campionat d'Espanya de persecució per equips: 1976 i 1979.

Competicions regionals
A nivell balear la pista va acollir els campionats regionals sobretot durant els anys 80 i en totes les seves modalitats.
- Campionat de Balears de velocitat: 1982, 1983 i 1987.
- Campionat de Balears de mig fons rere moto stayer: 1975, 1978, 1980 i 1983.
- Campionat de Balears de mig fons rere moto comercial: 1978, 1981 i 1983.
- Campionat de Balears de persecució individual: 1982, 1983 i 1987.
- Campionat de Balears de persecució per equips: 1982.
- Campionat de Balears de fons: 1980, 1982 i 1983.
- Campionat de Balears d'americana: 1982.

Competicions de ciclisme femení
La pista va acollir les primeres edicions dels campionats regionals en categoria femenina.
- Campionat de Balears de velocitat: 1980, 1981, 1982 i 1983.
- Campionat de Balears de fons: 1980, 1981 i 1983.
- Campionat de Balears de persecució individual: 1980, 1981 i 1983.